# Lucifer (3.ª temporada)
A terceira temporada de Lucifer foi anunciada pela Fox em 13 de fevereiro de 2017. Joe Henderson continua como showrunner e criador. A terceira temporada estreou em 2 de outubro de 2017.

## Elenco e personagens
- Tom Ellis como Lucifer Morningstar
- Lauren German como Chloe Decker
- Kevin Alejandro como Daniel "Dan" Espinoza
- D. B. Woodside como Amenadiel
- Lesley-Ann Brandt como Mazikeen
- Scarlett Estevez como Beatrice "Trixie" Espinoza
- Rachael Harris como Linda Martin
- Tricia Helfer como Charlotte Richards
- Aimee Garcia como Ella Lopez
- Tom Welling como Marcus Pierce / Caim

## Produção
A emissora Fox confirmou a terceira temporada de Lucifer em 13 de fevereiro de 2017. Joe Henderson continua como showrunner e criador.
A terceira temporada estreou em 2 de outubro de 2017.

## Episódios
| 32 | 1  | "They're Back, Aren't They?" "(Elas Voltaram, Não Foi?)" (BR)                                         | Karen Gaviola     | Ildy Modrovich                                                                | 2 de outubro de 2017    | 3.92 |
| Lucifer encontra um criminoso que fugiu da prisão e rouba suas roupas antes que a polícia o leve de volta para Los Angeles. Ele pede para Linda remover suas asas, mas ela se recusa. Chloe o leva para um novo caso: um corpo desidratado encontrado no deserto onde Lucifer acordou, supervisionado por seu novo tenente: Marcus Pierce. É revelado que o corpo é de um homem rico, e um amigo íntimo do mesmo revela que pagou "sequestradores" para assustar a vítima. Ao tentar restaurar suas asas, Amenadiel encontra um par de asas cortadas de Lucifer. Lucifer tenta mostrar para Chloe seu verdadeiro rosto, mas não consegue. Para atrair os "sequestradores", Pierce instrui Dan a armar seu próprio sequestro, o que Lucifer organiza. No entanto, é revelado que ele é o verdadeiro alvo, já que ele suspeita que os sequestradores estejam atrás de seu sequestro. Ele os interroga e descobre que o homem morto foi entregue a outro sequestrador. O homem revela que foi contratado pelo "pecador", um misterioso chefe do crime, para sequestrar Lucifer. Lucifer, cujas asas cresceram novamente depois que ele as cortou, inicialmente suspeita que Deus restaurou suas asas como uma punição por enviar Charlotte para um universo vazio, mas começa a acreditar que foi "algo mais obscuro" conectado ao "pecador". |    | |                   |                                                                               |                         |      |
| 33 | 2  | "The One with the Baby Carrot" "(Quem Tem Pipi Pequeno)" (BR)                                         | Louis Milito      | Joe Henderson                                                                 | 9 de outubro de 2017    | 3.33 |
| Depois de não conseguir conectar um assassinato recente ao "pecador", Chloe diz para Lucifer que ele precisa apresentar evidências de que ele existe ou deixar o caso de lado. Pierce lhes atribui um novo caso: um comediante assassinado que acusou seu rival, Bobby Lowe, de roubar suas piadas. Amenadiel pede para Linda ajudá-lo a destruir as asas cortadas de Lucifer. Ao assistir a uma das apresentações de Bobby, Lucifer invade o palco e acidentalmente atira contra ele com uma arma escondida em um fantoche de mão. É revelado que Bobby realmente roubou as piadas e queria ser demitido do programa. Pierce avisa Lucifer que o "pecador" é real e matou alguém próximo a ele durante seu emprego anterior em Chicago. Lucifer e Dan executam uma operação, capturando um velho amigo de Bobby, que revela que o homem morto estava trabalhando em um novo projeto com Sheila, funcionária do programa de Bobby. Eles a encontram e a prendem, e Pierce concorda com Lucifer em encontrar o "pecador" desde que ele deixe Chloe fora disso. Inspirado por algo que Sheila disse, Lucifer decide não se preocupar com suas asas ou na perda de seu verdadeiro rosto, mas em sua habilidade como detentor de favores. |    | |                   |                                                                               |                         |      |
| 34 | 3  | "Mr. & Mrs. Mazikeen Smith" "(Sr. & Sra. Mazikeen Smith)" (BR)                                        | Tara Nicole Weyr  | Joe Henderson & Alex Katsnelson                                               | 16 de outubro de 2017   | 3.19 |
| Entediada com sua vida, Maze decide caçar um alvo mais desafiante: um assassino em série chamado Ben Rivers, que conseguiu escapar de todas as tentativas de capturá-lo. Ao segui-lo no Canadá, ela encontra uma testemunha e o chantageia para revelar a localização da namorada de Rivers. Lucifer e Chloe questionam o ex-advogado de Rivers e descobrem que ele é um mestre manipulador. Contra as preocupações de Chloe de que Maze pode estar em perigo, Lucifer lhe envia um endereço de onde a recompensa está escondida. Então, Rivers revela que trabalhava como caçador de recompensas do tenente Herrera, o policial que enviou Maze para capturá-lo, e os dois formam um vínculo improvável. Dan chega (tendo sido avisado por Chloe) e confirma as suspeitas de Rivers, mas ele foge para evitar voltar à custódia da polícia. Com a ajuda de Lucifer, Chloe prova que Rivers é inocente, permitindo que eles levem Herrera, o verdadeiro assassino, à justiça. Apesar de seus sentimentos por ele, Maze decide deixar Rivers para trás e voltar para casa. Rivers lhe avisa que Herrera estava trabalhando para alguém muito poderoso, e que agora ela provavelmente está em perigo. Então, uma figura sombria é mostrada colocando um arquivo de Maze em uma gaveta cheia de outros arquivos, incluindo um de Lucifer. |    | |                   |                                                                               |                         |      |
| 35 | 4  | "What Would Lucifer Do?" "(O Que Lucifer Faria?)" (BR)                                                | Eagle Egilsson    | Jason Ning                                                                    | 23 de outubro de 2017   | 3.26 |
| Marcus atribui um novo caso a Chloe, enquanto Amenadiel compartilha suas ideias com Lucifer; ele sugere que Amenadiel precisa "caminhar com seus passos" para entendê-lo. A vítima, um conselheiro que trabalhou com adolescentes problemáticos, é mostrado ter sido assassinado com uma ferramenta pertencente a um residente desaparecido. Lucifer pede um favor, encontra o residente e o leva de volta para a delegacia. É revelado que ele é inocente, apesar da insistência de Lucifer de que adolescentes não conseguem mudar de comportamento. Para provar seu argumento, ele inicia uma distribuição de maconha com os outros jovens, acidentalmente fornecendo a Chloe uma liderança que revela a arma do crime. Amenadiel é preso depois de assaltar um proxeneta, mas Dan o ajuda. Os dois conversam, e Amenadiel percebe que o estilo de vida excessivo de Lucifer apenas encobre sua solidão. Quando Pierce e Chloe seguem o novo suspeito do homicídio, Pierce é baleado pelo homem ao proteger Chloe. Lucifer, irritado, rastreia o atirador e quase o mata, se não fosse pela intervenção de Amenadiel. Com base em suas experiências, Amenadiel conclui que seu "teste" é apoiar Lucifer. Lucifer o repreende, enfurecido pelo pensamento de que seus sentimentos por Chloe são responsáveis pelo que ele se tornou. |    | |                   |                                                                               |                         |      |
| 36 | 5  | "Welcome Back, Charlotte Richards" "(Bem-Vinda de Volta, Charlotte Richards)" (BR)                    | Nathan Hope       | Chris Rafferty                                                                | 30 de outubro de 2017   | 3.37 |
| Simon Fisher, um químico de uma empresa de pudim, é encontrado morto em um de seus tanques, e o dono da empresa é representado por Charlotte Richards, a quem Lucifer ainda tem sentimentos conflitantes. Ele e Chloe descobrem que o homem morto queria vender sua fórmula secreta para uma empresa rival, e identificam um fixador que o espiava. Um encontro com Dan inspira Charlotte a visitar Lucifer para ajudar a recuperar suas memórias desaparecidas; no entanto, ela acredita que eles estavam envolvidos romanticamente. Depois que Lucifer esclarece as coisas, ele descobre que ela estava presa no inferno durante o tempo em que sua mãe habitava seu corpo. Ele a encoraja a confessar seus pecados, o que inclui a retenção de evidências cruciais de Chloe. Usando-as, Ella determina que os ingredientes do pudim podem causar insuficiência renal e que Simon cometeu suicídio para expor o erro da empresa. Se sentindo culpada, Charlotte surta e mantém o proprietário, o fixador e o proprietário rival reféns para obrigá-los a revelar quem matou Simon. Lucifer a acalma, e Chloe usa uma gravação que ele fez para acusá-los de pôr em perigo a saúde pública. Lucifer se encontra com Charlotte e admite que ela não é culpada das ações de sua mãe; os dois concordam em iniciar uma nova relação profissional. |    | |                   |                                                                               |                         |      |
| 37 | 6  | "Vegas with Some Radish" "(Vegas com uma Qualquer)" (BR)                                              | Karen Gaviola     | Ildy Modrovich & Sheri Elwood                                                 | 6 de novembro de 2017   | 3.48 |
| Na comemoração do aniversário de Chloe, Lucifer recebe a notícia de que Candy, sua falsa "esposa", desapareceu. Sem contar para Chloe, ele e Ella viajam para Las Vegas, onde encontram uma mulher vestida como Candy assassinada em seu apartamento. Lucifer suspeita que um empresário que tentou agarrar o clube do pai de Candy foi responsável, mas ele também aparece morto. Ao investigar sua esposa, um chefe de poço em um casino nas proximidades, Ella é pega fazendo trapaças no casino, e ela e Lucifer são expulsos. Candy, que estava posando como uma garçonete enquanto seguia a mesma liderança, admite que a mulher morta era uma amiga dela. Lucifer e Ella armam uma armadilha no clube e descobrem que Jedd, o barman, é o assassino; Ella o subjuga e eles voltam para casa. Ao entrar em seu apartamento, Lucifer descobre que Chloe, Dan e Linda deram uma festa e tentaram abrir seu cofre, mas não conseguiram. Depois de admitir para Chloe que estava errado em não contar para ela por que havia ido embora, ele abre o cofre e lhe dá um presente: um colar feito com a bala que ela atirou nele quando eles começaram a trabalhar juntos. |    | |                   |                                                                               |                         |      |
| 38 | 7  | "Off the Record" "(Fora do Registro)" (BR)                                                            | Eduardo Sánchez   | História por : Jen Graham Imada Roteiro por : Chris Rafferty & Mike Costa     | 13 de novembro de 2017  | 3.58 |
| Depois de acordar de um coma, o marido separado de Linda, Reese Getty, um repórter investigativo, descobre seu caso com Lucifer. Enfurecido, ele decide escrever um artigo que arruinará sua reputação. Lucifer e Chloe investigam um assassino em série visando defensores falsos. Linda serve a Reese com papéis de divórcio, dando-lhe 24 horas para assinar. Lucifer confronta Reese e o convence a abandonar sua investigação; quando Reese aceita que Lucifer está certo, ele o flagra usando seu "verdadeiro rosto" para conseguir uma confissão. Um ano depois, Chloe pede para Reese, que está um pouco perturbado, ajuda para auxiliar na investigação ainda em curso e decide matar Lucifer, atirando nele no meio de uma sessão de terapia. Linda explica que sabe sobre a verdadeira natureza de Lucifer e o considera amigo dela, mas Reese se enfurece. Então, ele rastreia o assassino e faz com que ele tome Lucifer como seu alvo, mas uma mulher inocente é morta em seu lugar. Reese culpa Lucifer por suas ações; Lucifer conta que nunca envia ninguém para o inferno, e que humanos como Reese são responsáveis por se condenarem. Depois de atacar Linda em um momento de fúria, Reese usa a si mesmo como isca para atrair o assassino, aceitando seu destino; então, é revelado que todo o episódio era a alma condenada de Reese buscando redenção, presa em um loop temporal no inferno. |    | |                   |                                                                               |                         |      |
| 39 | 8  | "Chloe Does Lucifer" "(Chloe Como Lucifer)" (BR)                                                      | Louis Milito      | Julia Fontana                                                                 | 20 de novembro de 2017  | 3.26 |
| Lucifer fica preocupado quando Amenadiel diz que ele se tornou "tedioso", e fica obcecado em provar que isso está errado. Uma mulher um tanto simples chamada Kim Jones é assassinada, e Chloe encontra uma posta da última ligação que ela fez para o Top Meet, um aplicativo popular de namoro. Chloe atende um misturador da empresa, adotando o estilo e os maneirismos de Lucifer em uma tentativa de encobrir sua tontura, mas falha. Mais tarde, ela e Dan localizam um homem que namorou a companheira de quarto de Kim, que revela que Kim estava prestes a receber uma grande quantia de dinheiro. É revelado que Kim fundou o Top Meet e queria torná-lo mais acessível, e que Mac, um homem bonito que ela nomeou como diretor executivo, a matou para preservar a exclusividade do aplicativo. Ao planejar o funeral do ex-marido, Linda tem uma crise existencial e revela que a morte de Reese tornou sua morte medo. Amenadiel consegue acalmá-la, explicando que uma vez teve uma crise semelhante, e conseguiu consertar sua amizade. Querendo evitar a condenação, Charlotte mente para Ella, dizendo que quer estudar forense, e dá uma desculpa para segui-la. Quando Ella diz que ser "bom" não significa apenas palavras, mas ações, Charlotte decide abandonar sua prática e se juntar ao escritório de promotoria. Lucifer rapidamente pensa se ser tedioso é para ele, até decidir que não é. |    | |                   |                                                                               |                         |      |
| 40 | 9  | "The Sinnerman" "(O Pecador)" (BR)                                                                    | Marisol Adler     | Jenn Kao                                                                      | 4 de dezembro de 2017   | 3.39 |
| Um jovem chamado Joey Pileggi pede um favor para Lucifer. Alguns meses depois, Chloe pede para Marcus, que voltou recentemente ao trabalho, um dia de folga, mas ele a rejeita. Joey é assassinado, e Lucifer revela que o favor que o concedeu foi arrumar um emprego para ele como um transportador na máfia. Maze fica com ciúmes quando percebe que Linda e Amenadiel se aproximaram. Charlotte, como promotora, se junta a Chloe e Lucifer quando interrogam Frankie Ferrante, o mafioso que orientou Joey, e descobrem que sua morte não estava relacionada com a máfia. Outro corpo aparece; Lucifer a reconhece como outra cliente. Ella identifica o assassino como o Pecador, que atrai Lucifer até um prédio abandonado e o prende no local. Com a ajuda de Charlotte, Chloe manipula Frankie para que ele vá atrás do Pecador, mas Charlotte fica magoada por Chloe não ter lhe contado o plano. Maze encontra Lucifer e o obriga a discutir sobre seus sentimentos; então, ele a aconselha a levar em consideração o que ela realmente deseja. Marcus confessa para Chloe que o Pecador matou seu irmão e que ele pretende se vingar. O Pecador arma uma emboscada para Frankie; Chloe e Marcus conseguem capturá-lo. Maze pede para Linda parar de se encontrar com Amenadiel. Dan encontra Charlotte chorando e a conforta dizendo que ser "bom" exige tempo e compromisso. Lucifer tenta interrogar o Pecador usando seus poderes, mas o Pecador arranca seus olhos antes que ele possa interrogá-lo.                                                                                       |    | |                   |                                                                               |                         |      |
| 41 | 10 | "The Sin Bin" "(O Sin Bin)" (BR)                                                                      | Greg Beeman       | Sheri Elwood                                                                  | 11 de dezembro de 2017  | 3.36 |
| Quando Pierce prepara o Pecador para um interrogatório formal, o suspeito revela que uma mulher em breve se afogará em um lugar que apenas ele conhece. Chloe rastreia uma possível pista em um clube de roller derby, o que os leva até o carro da mulher e até uma bomba plantada. Ao perceber que a única opção é soltar o Pecador, Chloe faz com que Ella distraia Pierce enquanto ela rouba as chaves da cela; então, ela encena um alarme de bomba para soltá-lo; no entanto, Pierce descobre e decide ajudá-los. Trixie conhece Charlotte e a incentiva a ser uma mãe melhor para seus filhos. Pierce e Chloe conseguem salvar a mulher, mas Lucifer e o Pecador desaparecem. A mulher explica que devia uma dívida ao Pecador e armou seu próprio "sequestro". O Pecador acorda em uma propriedade privada de Lucifer, onde Maze o tortura, deixando-o próximo da morte. Apesar de existir uma regra celestial que diz que anjos não podem tirar vidas humanas, Lucifer conclui que matá-lo e, assim, ser condenado por toda a eternidade, é a única solução; Maze o abandona com desgosto. Lucifer percebe que o verdadeiro desejo do Pecador é morrer em sua mãos. Pierce chega com Chloe e atira no Pecador, matando-o. Trixie consegue fazer com que Charlotte vá a um encontro com Dan. Depois de deduzir que o Pecador estava trabalhando para alguém mais poderoso, Lucifer chama Pierce até a Lux. É revelado que Pierce é o imortal Caim, o primeiro assassino do mundo que está destinado a vagar pelo mundo para sempre.                                                                 |    | |                   |                                                                               |                         |      |
| 42 | 11 | "City of Angels?" "(Cidade dos Anjos?)" (BR)                                                          | Mark Tonderai     | Jason Ning & Jenn Kao                                                         | 1 de janeiro de 2018    | 3.11 |
| Em 2011, Lucifer sai do inferno e vai para Los Angeles, onde procura diversão. Seu irmão, Amenadiel, chega e exige que ele volte para o inferno, como fez depois de muitas visitas semelhantes à Terra. No entanto, Lucifer, que não está disposto a retornar, o convence a adiar a partida. Enquanto esperava, Amenadiel é baleado por um assaltante, que rouba seu colar. Conhecendo o perigo de expor os humanos à verdadeira divindade, ele convence Lucifer a ajudá-lo a encontrá-lo em troca de um favor. Enquanto isso, a policial Chloe Decker e seu marido, o detetive Dan Espinoza, investigam o assassinato de Aiden Scott, um lutador de MMA. Lucifer sequestra o promotor que tentou reparar a última luta de Aiden, convocando sua demônio torturadora, Mazikeen, para interrogá-lo. Chloe visita a advogada do promotor, Charlotte Richards, e a pressiona a realizar uma operação de flagra em seu cliente. Lucifer cria uma briga entre ele e seu irmão, tentando convencer Amenadiel de que os dois são iguais. Amenadiel facilmente o domina na luta, mas deixa Lucifer vencer por submissão para provar que, ao contrário de Lucifer, ele consegue controlar seu orgulho. A operação de flagra pega o mentor de Aiden, Gil, mas Lucifer e Amenadiel o pegam e o forçam a confessar o assassinato e o roubo antes de deixá-lo para ser preso. Lucifer usa seu favor para obrigar Amenadiel a deixá-lo ficar na Terra, e toma controle do clube do promotor, que agora está fechado. Como um sinal de que está renunciando à sua antiga identidade, ele faz com que Maze corte suas asas. |    | |                   |                                                                               |                         |      |
| 43 | 12 | "All About Her" "(Tudo Sobre Ela)" (BR)                                                               | Tara Nicole Weyr  | Alex Katsnelson                                                               | 22 de janeiro de 2018   | 3.77 |
| 44 | 13 | "Til Death Do Us Part" "(Até Que a Morte Nos Separe)" (BR)                                            | Sherwin Shilati   | Mike Costa                                                                    | 29 de janeiro de 2018   | 3.67 |
| 45 | 14 | "My Brother's Keeper" "(O Guardião do Meu Irmão)" (BR)                                                | Claudia Yarmy     | Joe Henderson & Jason Ning                                                    | 5 de fevereiro de 2018  | 3.71 |
| 46 | 15 | "High School Poppycock" "(Papagaiada de Colégio)" (BR)                                                | Louis Milito      | Chris Rafferty & Jen Graham Imada                                             | 26 de fevereiro de 2018 | 3.18 |
| 47 | 16 | "Infernal Guinea Pig" "(Cobaia Infernal)" (BR)                                                        | Eagle Egilsson    | Jenn Kao & Julia Fontana                                                      | 5 de março de 2018      | 3.13 |
| 48 | 17 | "Let Pinhead Sing!" "(Deixe-a Cantar!)" (BR)                                                          | Alrick Riley      | Ildy Modrovich & Sheri Elwood                                                 | 12 de março de 2018     | 2.97 |
| 49 | 18 | "The Last Heartbreak" "(O Último Coração Partido)" (BR)                                               | Hanelle Culpepper | Alex Katsnelson & Mike Costa                                                  | 19 de março de 2018     | 3.23 |
| 50 | 19 | "Orange Is the New Maze" "(Entre na Moda)" (BR)                                                       | Nathan Hope       | Jenn Kao                                                                      | 26 de março de 2018     | 3.19 |
| 51 | 20 | "The Angel of San Bernardino" "(O Anjo de San Bernardino)" (BR)                                       | Tara Nicole Weyr  | Jason Ning                                                                    | 16 de abril de 2018     | 3.18 |
| 52 | 21 | "Anything Pierce Can Do I Can Do Better" "(Tudo Que o Pierce Pode Fazer, Eu Posso Fazer Melhor)" (BR) | Jim Vickers       | Alex Katsnelson                                                               | 23 de abril de 2018     | 2.82 |
| 53 | 22 | "All Hands on Decker" "(Todos Ajudam a Decker)" (BR)                                                  | Eduardo Sánchez   | Sheri Elwood                                                                  | 30 de abril de 2018     | 2.84 |
| 54 | 23 | "Quintessential Deckerstar" "(Clássica Estrela Decker)" (BR)                                          | Claudia Yarmy     | Ildy Modrovich                                                                | 7 de maio de 2018       | 2.90 |
| 55 | 24 | "A Devil of My Word" "(Um Diabo de Palavra)" (BR)                                                     | Eagle Egilsson    | Joe Henderson                                                                 | 14 de maio de 2018      | 3.20 |
| Episódios bônus |    | |                   |                                                                               |                         |      |
| 56 | 25 | "Boo Normal" "(Boo, Normal)" (BR)                                                                     | Lisa Demaine      | Jen Graham Imada                                                              | 28 de maio de 2018      | 2.42 |
| 57 | 26 | "Once Upon a Time" "(Era Uma Vez)" (BR)                                                               | Kevin Alejandro   | História por : Ricardo Lopez Jr. Roteiro por : Ildy Modrovich & Joe Henderson | 28 de maio de 2018      | 2.42 |